# Ritzio Entertainment Group
Ritzio International (до 2009 года Ritzio Entertainment Group) — российская компания, работающая в индустрии развлечений.

Основана в 2002 году. В начале 2000-х годов являлась крупнейшим оператором казино и игровых клубов в Российской Федерации и Восточной Европе. 

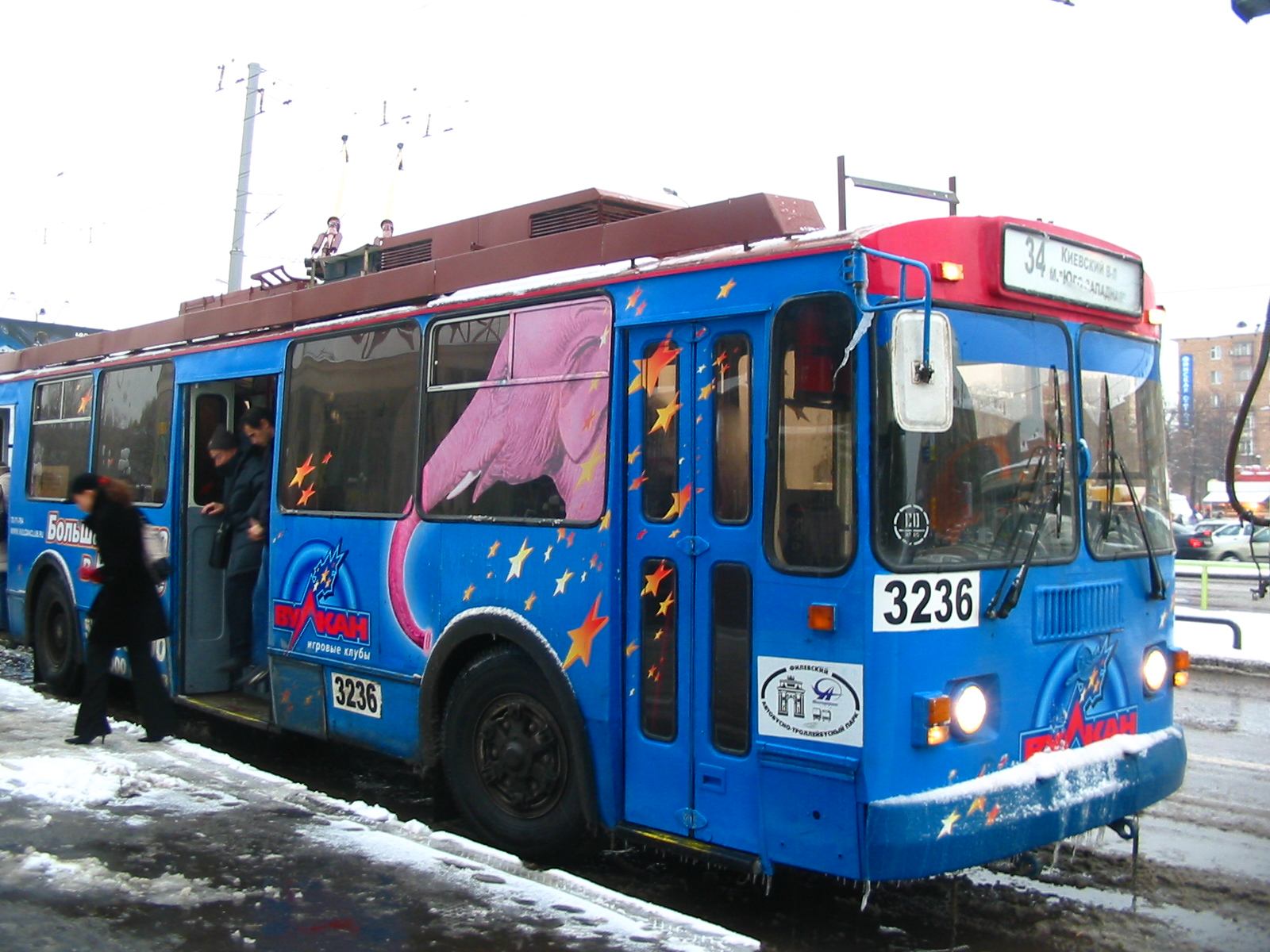
Реклама игрового клуба Вулкан на троллейбусе в Москве (2005)

 До 2009 года самым известным брендом на российском игорном рынке была сеть игровых клубов «Вулкан» (принадлежала Ritzio Entertainment Group Олега Бойко), и хотя сеть ушла с рынка после запрета казино в России, в интернете по-прежнему[когда?] действуют десятки игровых площадок, эксплуатирующих этот бренд. За последние годы кипрская Ritzio Purchase Limited подала и выиграла несколько жалоб в Центр по арбитражу и посредничеству Всемирной организации интеллектуальной собственности (WIPO), оспаривая доменные имена, сходные до степени смешения с товарными знаками Ritzio. Например, в ноябре 2016 года арбитры WIPO установили, что некий украинец Берендей Кутько зарегистрировал спорные доменные имена «с целью последующего бизнеса онлайн для извлечения прибыли путем использования репутации и популярности бизнеса» Ritzio. В декабре 2016 года Ritzio выиграла аналогичный спор в WIPO у трех физлиц (граждан Украины, Сейшельских Островов и Франции)  — арбитры постановили передать заявителю 13 доменных имен в зоне .com, отсылающих к бренду «Вулкан». Сейчас Ritzio International управляет физическими игровыми клубами в Германии, Италии, Хорватии и Румынии.

## Собственники и руководство
Управляющей компанией Ritzio International является инвестиционный фонд Finstar, основным совладельцем которого является российский предприниматель Олег Бойко. 
Олег Чамин вышел из состава учредителей игорного холдинга Ritzio Entertainment Group в 2007 году.

## Деятельность
Ritzio International работает на территории Белоруссии, Латвии, Италии, Германии, Румынии, Хорватии. Основными торговыми марками Ritzio, под которыми работают салоны игровых автоматов, казино и центры развлечений, являются: международный бренд Vulkan (Vulkan Stern в Германии, Vulcano della Fortuna в Италии, «Вулкан» в Беларуси), City Casino до 2009 года.
Выручка компании в 2006 году по сравнению с предыдущим годом увеличилась более чем на 68% и составила $1,1 млрд. В 2010 году выручка существенно сократилась — до $154 млн.